# Stazione di Nerima
La Stazione di Nerima (練馬駅?, Nerima-eki) è una stazione ferroviaria di Tokyo situata nel quartiere di Nerima che serve le linee Ikebukuro, Yūrakuchō e Toshima delle Ferrovie Seibu e la Linea Ōedo della metropolitana di Tokyo.

## Linee

### Treni
- Ferrovie Seibu
  - ● Linea Seibu Ikebukuro
  - ● Linea Seibu Yūrakuchō
  - ● Linea Seibu Toshima

### Metropolitana
- Metro Toei
  -  Linea Ōedo

## Struttura
La stazione si divide in quella per le ferrovie Seibu, sopraelevata con quattro binari, e in quella interrata della metropolitana, con due binari.